# Хампельман

Классический современный немецкий деревянный хампельман

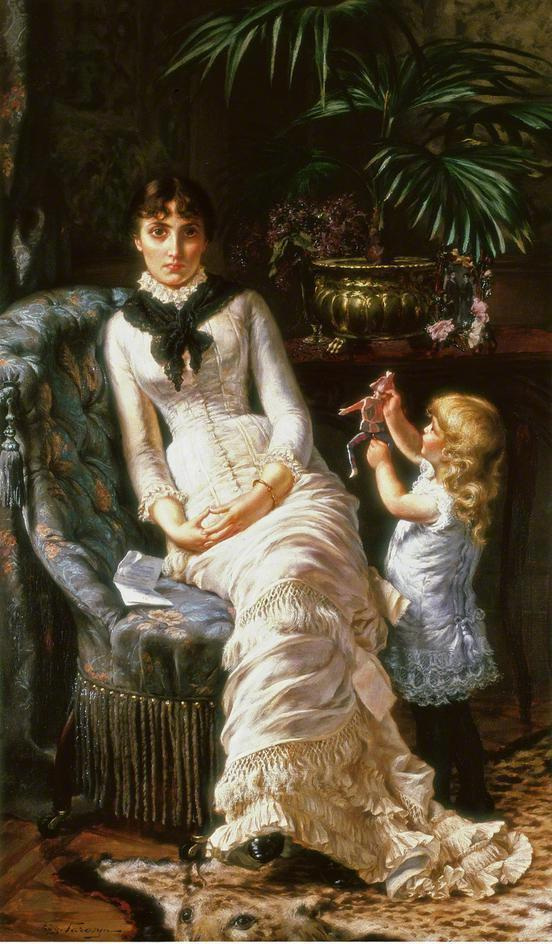
Бельгийский художник Эдгар Фаразен. «Дурные вести». Девочка пытается развеселить свою мать при помощи Хамельмана.

Хампельман (нем. Hampelmann) — традиционная европейская, преимущественно немецкая детская игрушка, приводимая в движение путём дерганья за ниточки. В отличие от классической марионетки, используемой в постановках кукольного театра, которую кукольник может заставить совершать сложные движения руками и ногами, хампельман, фактически, может совершать только одно движение: синхронно поднимать руки и ноги вверх, а затем опускать их.

## История

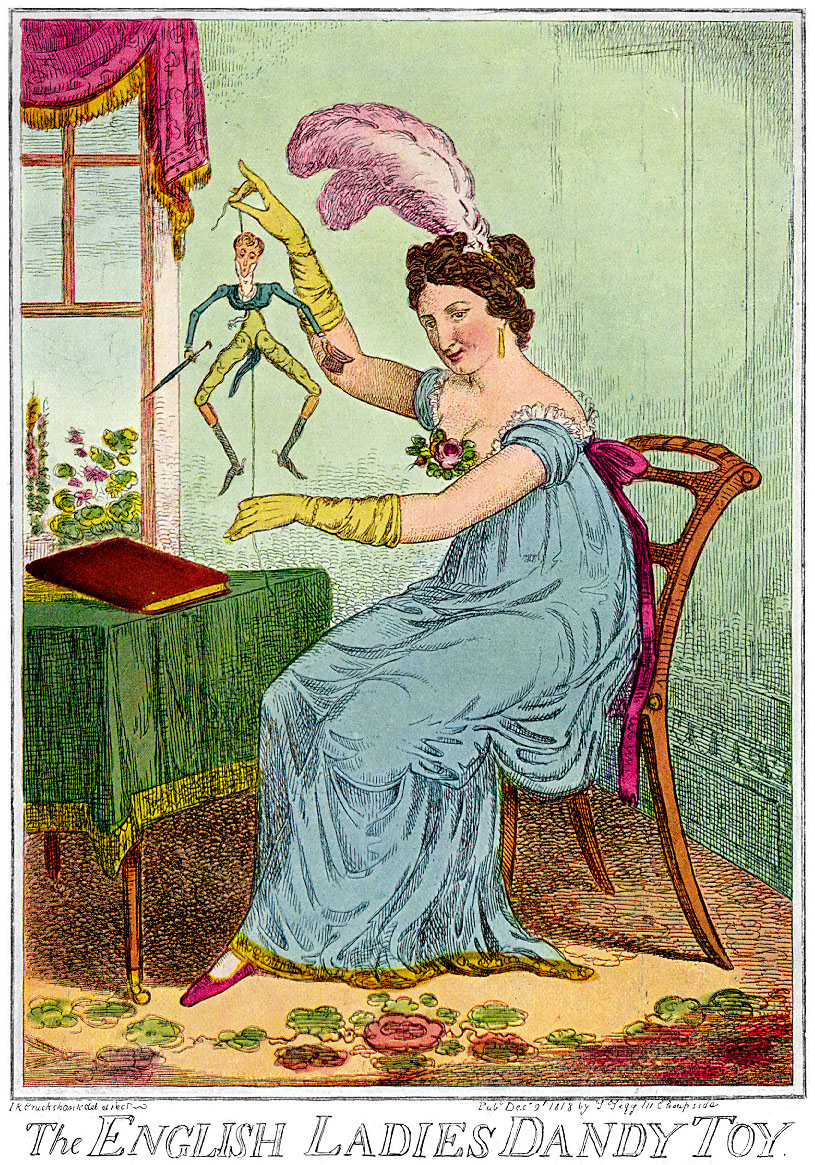
Английская карикатура 1818 года с изображением женщины-«манипулятора» и её воздыхателя в образе хампельмана.

### В Германии

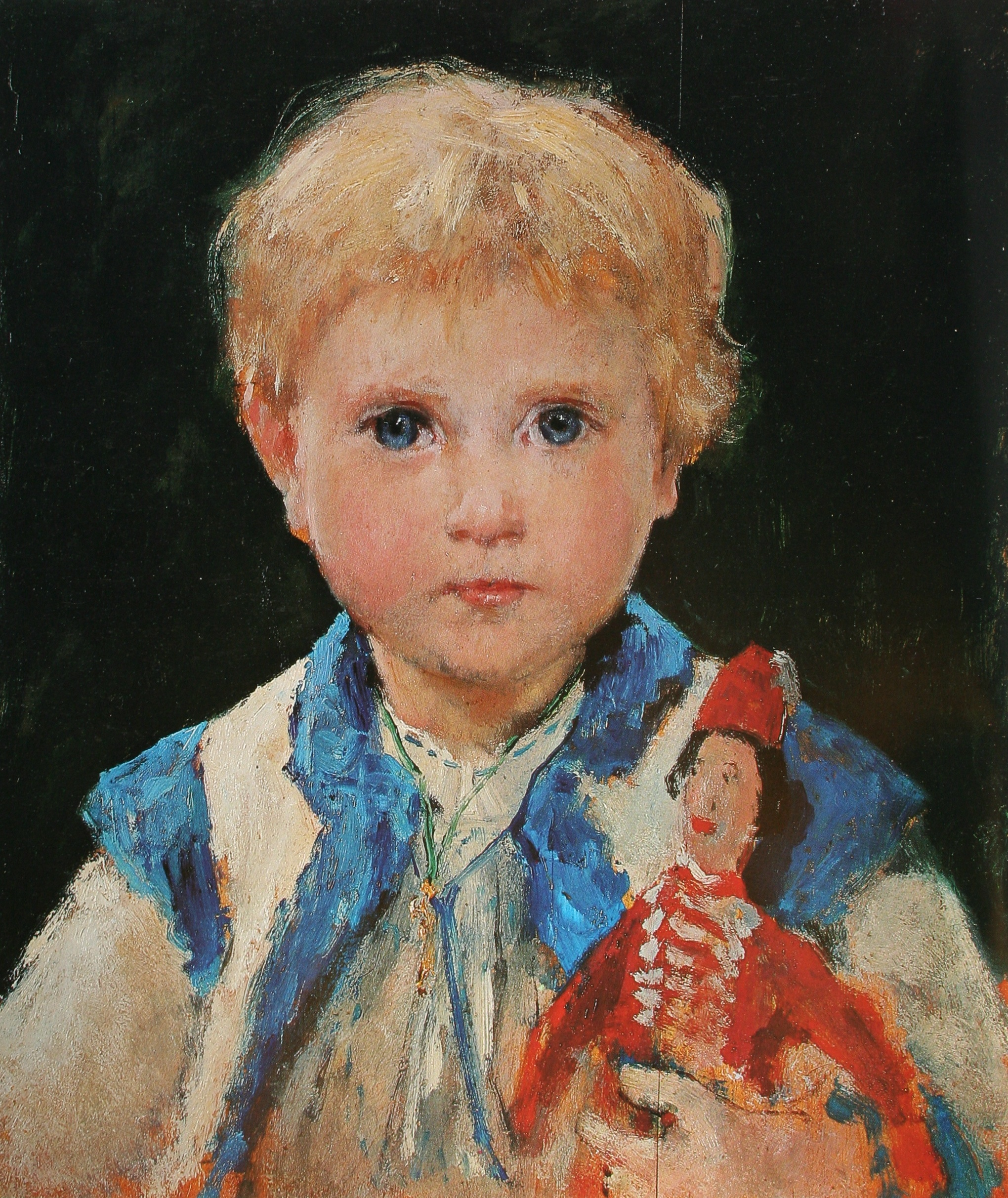
Альберт Анкер. Портрет дочери с хампельманом.

Согласно Немецкому словарю братьев Гримм игрушка под названием «хампельман» известна в Германии c XVI века. Существует ошибочная версия, что игрушка получила своё название гораздо позже, в начале XIX столетия, в честь персонажа пьесы немецкого поэта и драматурга-романтика Карла Бальтазара Мальсса, однако, в действительности, персонаж был назван в честь игрушки.
В XIX веке деревянные хампельманы производились кустарным способом в Рудных горах — немецком центре производства народных игрушек. В 1935 году дизайнер и видный представитель движения Баухаус Маргарета (Грета) Райхардт разработала новый дизайн хампельмана, который в дальнейшем стал восприниматься, как классический. К концу XX века хампельман имел репутацию традиционной немецкой народной игрушки. Во многом поэтому, выставка русской и немецкой народной игрушки, прошедшая в 1999 году в Государственном историческом музее в Москве получила название «Хампельман-Матрёшка».

### В других странах
Подобные игрушки существовали также в Англии и во Франции, где пережили две волны популярности. Первая пришлась на XVIII столетие, когда французские аристократы забавлялись, дергая за ниточки игрушек, получивших французское название фр. pantin. Не до конца ясно, были ли это хампельманы, или марионетки более сложной конструкции. Философы эпохи Просвещения осуждали подобное развлечение взрослых людей, находя его примитивным, а мемуарист Эдмон Барбье в 1747 году отмечал, что невозможно найти такой дом, где такая игрушка не висела бы на каминной полке. Время от времени, подобные игрушки встречались в европейских богатых домах и позже, о чём свидетельствует, например, британская карикатура 1818 года, где изображён классический хампельман.
Вторая волна популярности была связана с журналами для вырезания, которые стали широко распространяться в европейских странах (Германии, Франции, Англии) во второй половине XIX века. Их издатели, предлагали своим клиентам, в частности, вырезать и склеить бумажных хампельманов, использовав нитки и заготовку—трафарет.